# Lacrosse op de Olympische Zomerspelen 1932
Lacrosse was een demonstratiesport op de Olympische Zomerspelen 1932 in Los Angeles. Teams uit Canada en de Verenigde Staten speelden drie wedstrijden, waarbij de Amerikanen de reeks met 2 wedstrijden tegen 1 wonnen. De wedstrijden werden gespeeld in het olympisch stadion voor een publiek van ongeveer 75000.

## Uitslagen
| 7 augustus  | Verenigde Staten | - | Canada           | 5 - 3 |
| 9 augustus  | Canada           | - | Verenigde Staten | 5 - 4 |
| 12 augustus | Verenigde Staten | - | Canada           | 7 - 4 |

## Teams

### Canada
Het Canadese team was een "all-star" team.
| - Henry Baker - Joseph Bergin - Richard Buckingham - Kenneth Calbeck - W. Fraser - J. Frasir - Norman Gair - Stuart Gifford - William Harrison - F. A. Hawkins | - Rowland Mercer - Bernard McEvoy - John McQuarrie - Yvan Paquin - Anthony Pelletier - Matthew Rohmer - Norman Russell - Bryce Spring - H. D. Wallace - J. A. Worthy |

### Verenigde Staten
Het team van de Johns Hopkins University vertegenwoordigde de Verenigde Staten.
| - Francis Beeler - Walter Kneip - Douglas Stone - Joseph Darrell - Millard Lang - Fritz Stude - Lorne Guild - Marshall McDorman - James W. Ives | - James Merriken - Caleb Kelly - George Packard - Donaldson Kelly - Peter W. Reynolds - William Triplett - John Turnbull - Church Yearley - William Weitzel |

St. Louis 1904 · 
Londen 1908 · 
Amsterdam 1928 (demonstratie) · 
Los Angeles 1932 (demonstratie) · 
Londen 1948 (demonstratie)
Olympische medaillewinnaars
American Football (demonstratie) · Atletiek · Boksen · Gewichtheffen · Hockey · Lacrosse (demonstratie) · Kunstwedstrijden · Moderne vijfkamp · Paardensport · Roeien · Schermen · Schietsport · Schoonspringen · Turnen · Waterpolo · Wielersport · Worstelen · Zeilen · Zwemmen